# Finska mästerskapet i bandy 1941
Finska mästerskapet i bandy 1941 spelades i tre enkelserier. De bästa lagen i varje grupp gick till slutspel.
Detta var det första finska mästerskapet i bandy sedan 1939. Mästerskapet 1940 hade ställts in eftersom Finland var i krig då (finska vinterkriget 1939-1940). Även mästerskapet året efter, 1942, skulle komma att ställas in på grund av krig (finska fortsättningskriget 1941-1944).

## Mästerskapsserien

### Grupp 1
| Lag                  | Spelade | Vinster | Oavgjorda | Förluster | Målskillnad | Poäng | Sudet | WP35 | Ilves | PA  | HPS |
| -------------------- | ------- | ------- | --------- | --------- | ----------- | ----- | ----- | ---- | ----- | --- | --- |
| Viipurin Sudet       | 4       | 4       | 0         | 0         | 21-7        | 8     |       | 6-4  | 3-1   | 8-1 | 4-1 |
| Warkauden Pallo -35  | 4       | 3       | 0         | 1         | 19-8        | 6     |       |      | 3-1   | 7-1 | 5-0 |
| Viipurin Ilves       | 4       | 2       | 0         | 2         | 15-12       | 4     |       |      |       | 7-2 | 6-4 |
| Porvoon Akilles      | 4       | 1       | 0         | 3         | 7-23        | 2     |       |      |       |     | 3-1 |
| Helsingin Palloseura | 4       | 0       | 0         | 4         | 6-18        | 0     |       |      |       |     |     |

### Grupp 2
| Lag          | Spelade | Vinster | Oavgjorda | Förluster | Målskillnad | Poäng | HJK | VIFK | OPS | VPS | PoKä |
| ------------ | ------- | ------- | --------- | --------- | ----------- | ----- | --- | ---- | --- | --- | ---- |
| HJK          | 4       | 3       | 1         | 0         | 15-2        | 7     |     | 6-0  | 2-0 | 2-2 | 5-0  |
| IFK Vasa     | 4       | 2       | 1         | 0         | 7-8         | 5     |     |      | 2-1 | 4-0 | 1-1  |
| OPS          | 4       | 2       | 0         | 2         | 9-6         | 4     |     |      |     | 4-1 | 4-1  |
| VPS          | 4       | 1       | 1         | 2         | 6-12        | 3     |     |      |     |     | 3-2  |
| Porin Kärpät | 4       | 0       | 1         | 3         | 4-13        | 1     |     |      |     |     |      |

### Grupp 3
| Lag                          | Spelade | Vinster | Oavgjorda | Förluster | Målskillnad | Poäng | HIFK | LUM | YVPS | JoPS | SaPKo |
| ---------------------------- | ------- | ------- | --------- | --------- | ----------- | ----- | ---- | --- | ---- | ---- | ----- |
| IFK Helsingfors              | 4       | 3       | 0         | 1         | 26-10       | 6     |      | 2-3 | 15-2 | 4-1  | 5-4   |
| Lappeenrannan Urheilu-Miehet | 4       | 2       | 1         | 1         | 9-9         | 5     |      |     | 1-5  | 2-2  | 3-0   |
| Ylä-Vuoksen Palloseura       | 4       | 2       | 0         | 2         | 11-20       | 4     |      |     |      | 1-4  | 3-0   |
| Joensuun Palloseura          | 4       | 1       | 1         | 2         | 8-12        | 3     |      |     |      |      | 1-5   |
| Savonlinnan Pallokerho       | 4       | 1       | 0         | 3         | 9-12        | 2     |      |     |      |      |       |

## Slutspel

### Semifinaler
| Lag 1                                     | Resultat | Lag 2 | Noterbart         |
| ----------------------------------------- | -------- | ----- | ----------------- |
| Viipurin Sudet                            | 2–1      | HJK   | efter förlängning |
| IFK Helsingfors direkt vidare till final. |          |       |                   |

### Final
| Lag 1           | Resultat | Lag 2          |
| --------------- | -------- | -------------- |
| IFK Helsingfors | 4–2      | Viipurin Sudet |

## Slutställning
| Placering | Lag             |
| --------- | --------------- |
| 1.        | IFK Helsingfors |
| 2.        | Viipurin Sudet  |
| 3.        | HJK             |

## Finlandsserien
Vinnare blev Kronohagens IF, OLS och Warkauden Pallo-Pojat.